# Stenoporpia noctiluca
Stenoporpia noctiluca là một loài bướm đêm trong họ Geometridae.